# Нестор Поповски
Нестор Поповски или Попов или Поптасев е български революционер, деец на Вътрешната македоно-одринска революционна организация.

## Биография
Поповски е роден в западномакедонския българо-албански град Дебър. Директор е на българското училище в Галичник.
Занимава се с революционна дейност и влиза в дебърския комитет на ВМОРО. Делегат е от Дебърско на Битолския окръжен конгрес на Организацията през януари 1905 година. След Младотурската революция в 1908 година се легализира и става председател на дебърския Български конституционен клуб.
Умира след 1918 година.
Синът му Иван Несторов Поповски е български кмет на Романовце (13 май 1942 - 29 декември 1942) по време на българското управление през Втората световна война.